# Kirstjen Nielsen
Kirstjen Michele Nielsen (sinh ngày 14 tháng 5 năm 1972) là một luật sư người Mỹ và chuyên gia an ninh quốc gia đang phục vụ với tư cách là Bộ trưởng An ninh Nội địa Hoa Kỳ.
Nielsen nguyên là Phó Chánh Văn phòng chủ yếu Nhà Trắng của Tổng thống Donald Trump, cũng như Chánh Văn phòng của John F. Kelly trong thời gian nhiệm kỳ của ông ấy với tư cách là Bộ trưởng An ninh Nội địa Hoa Kỳ.
Ngày 5 tháng 12 năm 2017, bà đã được xác nhận bởi Thượng viện Hoa Kỳ, và đã tuyên thệ vào ngày hôm sau.

## Đầu đời và giáo dục
Nielsen lớn lên ở Clearwater, Florida. Bà tốt nghiệp với bằng cử nhân khoa học từ Trường Dịch vụ Đối ngoại Edmund A. Walsh thuộc Đại học Georgetown và đạt được bằng tiến sĩ luật từ Trường Luật của Đại học Virginia năm 1999.

## Sự nghiệp ban đầu
Nielsen từng phục vụ trong thời gian chính quyền cựu Tổng thống George W. Bush làm trợ lý đặc biệt cho tổng thống và là giám đốc cao cấp về phòng ngừa, chuẩn bị và ứng phó tại Hội đồng An ninh Nội địa Nhà Trắng. Bà cũng đã thành lập, và đứng đầu với tư cách quản trị viên, Văn phòng chính sách lập pháp và các vấn đề chính phủ của Cục Quản lý an ninh vận tải Hoa Kỳ. Trước khi phục vụ trong chính quyền Trump, bà là một thành viên cao cấp của Lực lượng Đặc nhiệm Khả năng phục hồi của Trung tâm Ủy ban An ninh mạng và Nội địa tại Đại học George Washington và từng phục vụ trong Ban cố vấn báo cáo các rủi ro toàn cầu của Diễn đàn Kinh tế thế giới.
Nielsen là người sáng lập và cựu Chủ tịch Sunesis Consulting. Sunesis đã được trao nhiều bản hợp đồng chính phủ dưới sự quản lý của Tổng thống Obama.

## Phó Chánh văn phòng Nhà Trắng
Nielsen trước đây giữ chức vụ Chánh Văn phòng của John F. Kelly tại Bộ An ninh Nội địa Hoa Kỳ. Bà đã chính thức thực hiện vai trò là Phó Chánh Văn phòng Nhà Trắng kể từ khi Kelly đảm nhận chức vụ Chánh Văn phòng Nhà Trắng vào ngày 31 tháng 7 năm 2017, tại thời điểm này Elaine Duke trở thành quyền Bộ trưởng An ninh Nội địa Hoa Kỳ.

## Bộ trưởng An ninh Nội địa
Ngày 11 tháng 10 năm 2017, Tổng thống Donald Trump đã đề cử Nielsen làm Bộ trưởng An ninh Nội địa Hoa Kỳ mới, thay thế quyền bộ trưởng Elaine Duke.
Vào ngày 5 tháng 12 năm 2017, Thượng viện Hoa Kỳ đã xác nhận đề cử của bà, bằng phiếu bầu 62–37. Ngày 6 tháng 12 năm 2017, bà đã tuyên thệ nhậm chức Bộ trưởng An ninh Nội địa Hoa Kỳ.
Ngày 9 tháng 3 năm 2018, Nielsen dẫn đầu đoàn đại biểu chính thức Hoa Kỳ tại lễ khai mạc Paralympic Mùa đông 2018 ở Pyeongchang.